# Толстой, Никита Ильич
Ники́та Ильи́ч Толсто́й (15 апреля 1923, Вршац, Королевство СХС — 27 июня 1996, Москва, Россия) — советский и российский лингвист-славист и фольклорист, доктор филологических наук (1972), профессор (1976), академик АН СССР (1987; член-корреспондент 1984). Лауреат Демидовской премии 1994 года.
Автор нескольких сотен работ по истории славянских литературных языков, диалектологии славянства, старославянскому и церковнославянскому языку, этнолингвистике и лексикологии; специалист по ономастике.

## Биография
Правнук писателя Льва Толстого. Его дед Илья Львович был вторым сыном писателя, отец — Илья Ильич — морским офицером российского флота. После революции семья Никиты Ильича эмигрировала в Сербию.
Родился в городе Вршац, учился в русско-сербской гимназии в Белграде, оставил воспоминания о детстве и юности.
Участник партизанского движения в Сербии (1941—1944). В отряде его звали Никита Рус. Участвовал во Второй мировой войне (1944—1945) в составе Красной Армии, вступив в её ряды добровольцем. «Я хочу воевать, как мой прадед воевал под Севастополем», — написал он в своём заявлении о вступлении добровольцем в Красную Армию.
В 1945 году вместе с родителями приехал в СССР, поступил на филологический факультет МГУ (специальность «болгарский язык и литература»). Дипломную работу писал под руководством академика В. В. Виноградова. Преподавал в МГИМО (1952—1956). В 1954 году защитил кандидатскую диссертацию «Краткие и полные формы прилагательных в старославянском языке» (руководитель профессор С. Б. Бернштейн), а в 1972 году — докторскую диссертацию «Опыт семантического анализа славянской географической терминологии».
Работал в Институте славяноведения и балканистики АН СССР, где с 1977 года возглавлял группу (сектор) этнолингвистики и фольклора; с 1968 года преподавал в МГУ, профессор (1976). Заместитель главного редактора журнала «Советское славяноведение» (1965—1987), в 1969—1970 годах как ответственный секретарь журнала «Вопросы языкознания» фактически исполнял обязанности редактора. Член-корреспондент АН СССР с 26 декабря 1984 года по Отделению литературы и языка, академик с 23 декабря 1987 года, член Президиума РАН (1992—1996). Иностранный член многих славянских академий.
Возглавлял Советский, а затем Российский комитет славистов (1986—1996), сыграл большую роль в налаживании международных связей советской славистики после 1956 года. Был председателем правления международного Фонда славянской письменности и славянских культур. Член ряда правительственных советов и комиссий, в том числе Совета по русскому языку при Президенте РФ.
В 1995—1999 годах был членом комиссии по государственным наградам при Президенте РФ.
В последние годы жизни был председателем совета РГНФ, главным редактором журналов «Вопросы языкознания» и «Живая старина» (возобновлённое издание).
Скончался после тяжёлой болезни в Москве 27 июня 1996 года. Похоронен на родовом кладбище Толстых в селе Кочаки, которое находится рядом с Ясной Поляной.

### Семья
Правнук Льва Толстого, внук второго сына писателя — Ильи Львовича Толстого, сын Ильи Ильича Толстого (1897—1970, морской офицер из последнего выпуска Морского корпуса; после возвращения из эмиграции — доцент МГУ, автор первого в СССР сербохорватско-русского словаря).
Жена Светлана Толстая (урожд. Шур; род. 1938) — академик РАН, этнограф и филолог-славист. Их дочери: Марфа (род. 1965) — лингвист, сотрудник Института славяноведения РАН, и Анна (род. 1971) — телеведущая, известная как Фёкла Толстая.

## Научная деятельность
Среди достижений Н. И. Толстого — концепция славянской языковой ситуации и построение иерархической «пирамиды жанров», в соответствии с которой выбирался язык текстов (верхушка пирамиды — ближе к церковнославянскому, основание — к народному языку). Предложил термин «древнеславянский язык» как общий для старо- и церковнославянского литературного языка всех славян.
Н. И. Толстой был основоположником советской этнолингвистики. В 1950-е годы исследовал болгарские говоры в Бессарабии, Приазовье и Болгарии. Создал собственную этнолингвистическую научную школу, опиравшуюся на огромный полевой материал, собранный в диалектологических и этнографических экспедициях в Полесье (в 1962—1986 годах непосредственно руководил экспедициями). Выступил инициатором создания словаря «Славянские древности».

## Основные работы
Полный список публикаций см. на сайте конференции «Толстовские чтения»
- Славянская географическая терминология: Семасиологические этюды / Отв. ред. С. Б. Бернштейн. Институт славяноведения и балканистики АН СССР.. — М.: Наука, 1969. — 264 с. — 2500 экз. (2-е изд. — 2006).
- История и структура славянских литературных языков. — М., 1988.
- Язык и народная культура: Очерки по славянской мифологии и этнолингвистике. М., 1995.
- Избранные труды. — Т. 1-3. — 1998—1999.